# Margaretha Krooks staty

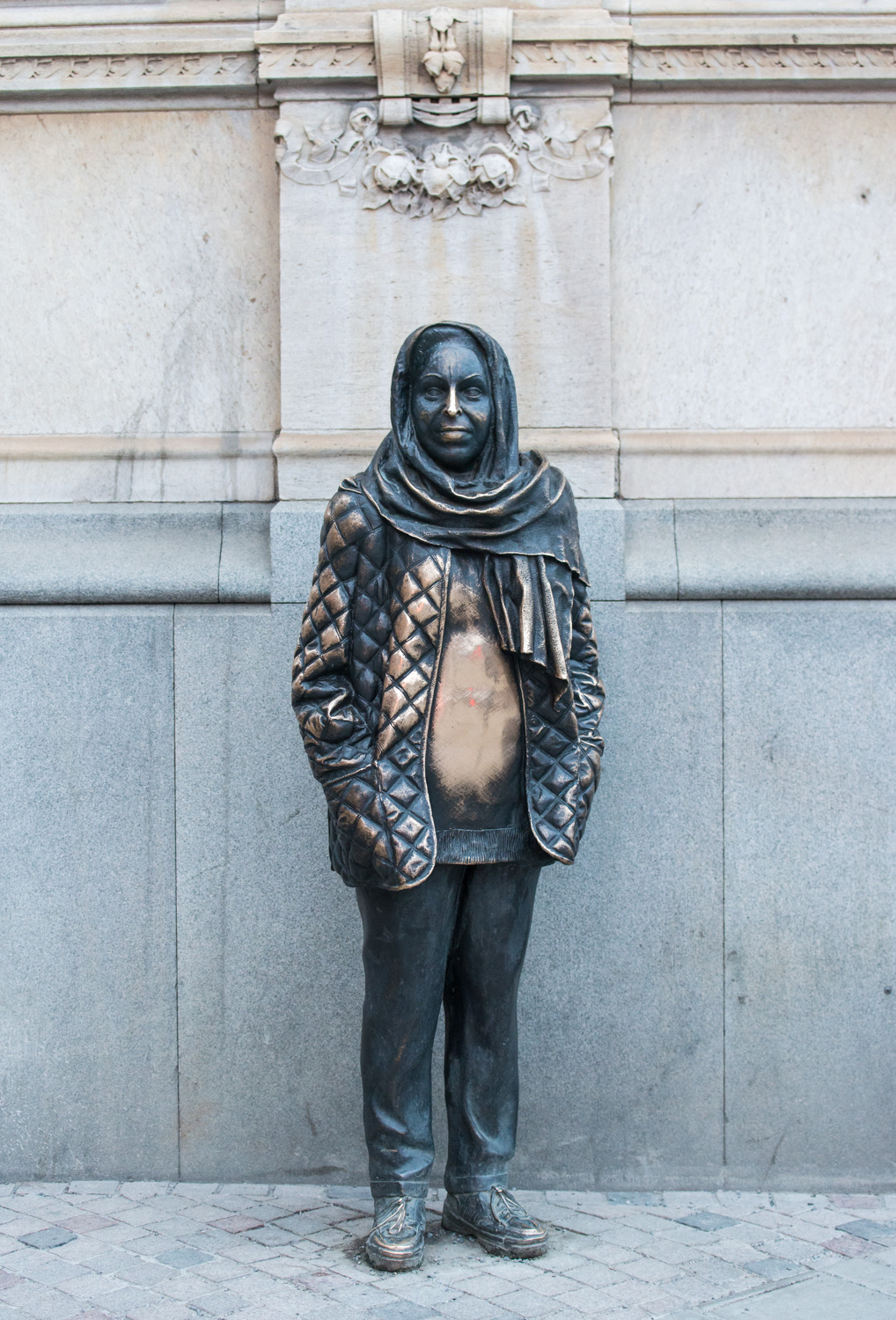
Margaretha Krooks staty vid Dramaten i Stockholm.

Margaretha Krooks staty är en porträttlik staty föreställande skådespelaren Margaretha Krook som är placerad vid Dramatens sydvästra hörn, i hörnet Nybroplan och Nybrogatan. Initiativtagare var Marie-Louise Ekman och den avtäcktes 17 maj 2002, vilket var Dramatens 214:e födelsedag.
Marie-Louise Ekman var rektor på Kungliga Konsthögskolan 2001 samtidigt som hon regisserade radiopjäsen Uppståndelsen som hon också skrivit. En av skådespelarna i pjäsen var Margaretha Krook och Marie-Louise Ekman frågade om hon inte ville bli staty. Margaretha Krook uppskattade idén, Dramatenchefen Ingrid Dahlberg och skönhetsrådet accepterade.

## Statyn
Statyn är gjuten i brons och den är 185 centimeter hög och medvetet porträttlik. Den är placerad direkt på gatan utan sockel eller annan markering. Hon är iklädd en quiltad jacka, långbyxor och rejäla skor. Huvudet och axlarna är draperade i en stor sjal och hon står utanför Dramaten, på en plats där hon ofta värmde sig i solen och tog en cigarett under sina pauser. Sjalen visade träffande "divan som ville synas och samtidigt dölja sig för omvärlden" tyckte hennes kollega Jan-Olof Strandberg vid sitt invigningstal. Av pedagogiska skäl valde Marie-Louise Ekman att inte avbilda henne med en cigarett.
Marie-Louise Ekman engagerade Heinrich Müllner för projektledningen av sin idé och han skulpterade kroppen tillsammans med eleven Tilda Lovell. En nyutexaminerad elev, Hanna Beling, fick uppdraget att skulptera ansiktet. Alla fyra har signerat verket. De började ta mått på Margaretha Krook, men hon avled i maj 2001, innan de blev färdiga med det.
Inuti statyn finns ett värmesystem som håller skulpturen 37 grader varm och snöfri. Den ska representera den värme som Margaretha Krook utstrålade och kunna ge värme till förbipasserande. Det har bidragit till att besökare klappat på hennes mage, så att den blivit blank. Besökarna tar också gärna på hennes karaktäristiska näsa, som även den är blank.

## Invigning
Statyn avtäcktes av kronprinsessan Victoria 17 maj 2002, vilket var Dramatens 214:e födelsedag och drygt ett år efter Margaretha Krooks bortgång. Margaretha Krook hade varit mentor till kronprinsessan och utbildat henne i att tala inför publik. Vid avtäckningen talade också hennes kollega Jan-Olof Strandberg inför något hundratal besökare.